# 名古屋国際女子マラソン
名古屋国際女子マラソン（なごやこくさいじょしマラソン、英語: NAGOYA INTERNATIONAL WOMEN'S MARATHON）は、1980年から2010年まで毎年3月に愛知県名古屋市で行われたマラソン大会である。

## 概要
1980年に20kmロードレース大会としてスタート。東海テレビによると、当初は豊橋市で行われ、名古屋に移ったのは1982年（名称が『中日名古屋スピードマラソン』に変更される）であるという。その後、1984年にフルマラソン大会へと格上げされ、同時に名称を『国際招待名古屋女子マラソン』に変更されるが、翌1985年から現在の名称が使用される。
コースは瑞穂陸上競技場を発着地として名古屋城を周回する42.195kmで争われ、東京国際女子マラソン・のち横浜国際女子マラソンや、大阪国際女子マラソンと同様に、市内の名所を通る。代表的な場所はナゴヤドームや久屋大通公園そして折り返し地点となる名古屋城等が挙げられる。
2000年のシドニー五輪女子マラソン金メダリストの高橋尚子（2009年は引退レースとして一般参加）、2004年のアテネ五輪女子マラソン金メダリストの野口みずきは共にこの大会の優勝者として名が刻まれている。名古屋から4大会連続でオリンピック女子マラソン代表（1996年真木和、2000年高橋尚子、2004年土佐礼子、2008年中村友梨香）を輩出している。また、2000年大会以降は日本の選手が優勝しているほか、大阪と異なり、通算で3回以上優勝した選手がいない。
その年にオリンピック・世界陸上選手権・アジア競技大会が行われる場合、その女子マラソンの最終代表選考会として位置づけられている。1994年にびわ湖毎日マラソンと当大会の日程が入れ替わってからは、当大会がスケジュール的に男女を通じてマラソンの最後の選考会となるため、当大会の翌日に男女揃って代表選手が発表されることが多い。
2011年は3月13日に第32回大会を実施する予定であったが、前々日の3月11日に発生した東北地方太平洋沖地震（東日本大震災）のため中止となった。翌2012年からは名古屋国際女子マラソンは「名古屋ウィメンズマラソン」に模様替えし、ハーフマラソンの名古屋シティマラソンとの同時開催の形式となる「マラソンフェスティバル ナゴヤ・愛知」の一部となり、女子のエリート選手と市民ランナーによるフルマラソン競技として実施されることになった。このため、「名古屋国際女子マラソン」としての開催は実質2010年の大会が最後である。
- 主催　日本陸上競技連盟、中日新聞社（名古屋本社）
- 主管　愛知陸上競技協会
- 後援　愛知県、名古屋市、愛知県教育委員会、名古屋市教育委員会、東海テレビ放送、AIMS
- 協賛　日本メナード化粧品
メナード化粧品は、テレビ中継のメインスポンサーにもなっている地元企業である。

## 参加資格
- 大会当日の時点で満年齢が19歳以上である女子
- 日本陸連が指定した期日以降に、陸連公認のマラソン等に出場し、陸連が定める一定以上の記録を保持している者
  - マラソン - 3時間15分以内
  - 30km - 2時間13分以内
  - ハーフマラソン - 1時間30分以内
  - 20km - 1時間25分以内
  - 10km - 38分以内
- 日本陸上競技連盟が認める競技者

## 歴代優勝者
※優勝者の氏名・国籍・所属は当時のものである。
|    | 日付          | 氏名                   | 国籍・所属         | 記録          | 備考                       |
| -- | ------------- | ---------------------- | ------------------ | ------------- | -------------------------- |
| 1  | 1980年3月9日  | 佐々木七恵             | 岩手県立盲学校     | 1時間16分10秒 | 20kmロードレース大会       |
| 2  | 1981年3月8日  | 田中三恵               | 大阪体育大学       | 1時間17分50秒 |                            |
| 3  | 1982年3月7日  | キャシー・トゥーミー   | アメリカ合衆国     | 1時間06分52秒 | 20kmの世界最高記録         |
| 4  | 1983年2月27日 | エレン・ハート         | アメリカ合衆国     | 1時間08分58秒 |                            |
| 5  | 1984年3月4日  | グレニス・クイック     | ニュージーランド   | 2時間34分25秒 | この回からフルマラソン大会 |
| 6  | 1985年3月3日  | 佐々木七恵             | エスビー食品       | 2時間33分57秒 |                            |
| 7  | 1986年3月2日  | カトリン・ドーレ       | 東ドイツ           | 2時間29分33秒 |                            |
| 8  | 1987年3月1日  | カーラ・ビュースケンス | オランダ           | 2時間28分27秒 |                            |
| 9  | 1988年3月6日  | 趙友鳳                 | 中国               | 2時間27分56秒 |                            |
| 10 | 1989年3月5日  | 趙友鳳                 | 中国               | 2時間28分20秒 |                            |
| 11 | 1990年3月4日  | ワンダ・パンフィル     | ポーランド         | 2時間31分04秒 |                            |
| 12 | 1991年3月3日  | 山下佐知子             | 京セラ             | 2時間31分02秒 |                            |
| 13 | 1992年3月1日  | 大江光子               | 日本生命           | 2時間31分04秒 |                            |
| 14 | 1993年3月7日  | カミラ・グラデュス     | ポーランド         | 2時間27分38秒 | マラソンコースを大幅に変更 |
| 15 | 1994年3月13日 | 浅井えり子             | NEC・HE            | 2時間30分30秒 |                            |
| 16 | 1995年3月12日 | カミラ・グラデュス     | ポーランド         | 2時間27分29秒 |                            |
| 17 | 1996年3月10日 | 真木和                 | ワコール           | 2時間27分32秒 |                            |
| 18 | 1997年3月9日  | マディナ・ビクタギロワ | ベラルーシ         | 2時間29分30秒 |                            |
| 19 | 1998年3月8日  | 高橋尚子               | 積水化学           | 2時間25分48秒 | 日本最高記録               |
| 20 | 1999年3月14日 | リュボフ・モルグノワ   | ロシア             | 2時間27分43秒 | マラソンコースの一部を変更 |
| 21 | 2000年3月12日 | 高橋尚子               | 積水化学           | 2時間22分19秒 | 大会記録                   |
| 22 | 2001年3月11日 | 松尾和美               | 天満屋             | 2時間26分01秒 |                            |
| 23 | 2002年3月10日 | 野口みずき             | グローバリー       | 2時間25分35秒 |                            |
| 24 | 2003年3月9日  | 大南敬美               | UFJ銀行            | 2時間25分03秒 |                            |
| 25 | 2004年3月14日 | 土佐礼子               | 三井住友海上       | 2時間23分57秒 |                            |
| 26 | 2005年3月13日 | 原裕美子               | 京セラ             | 2時間24分19秒 |                            |
| 27 | 2006年3月12日 | 弘山晴美               | 資生堂             | 2時間23分26秒 | 18.4km地点関門閉鎖実施     |
| 28 | 2007年3月11日 | 橋本康子               | セガサミー         | 2時間28分49秒 |                            |
| 29 | 2008年3月9日  | 中村友梨香             | 天満屋             | 2時間25分51秒 |                            |
| 30 | 2009年3月8日  | 藤永佳子               | 資生堂             | 2時間28分13秒 |                            |
| 31 | 2010年3月14日 | 加納由理               | セカンドウィンドAC | 2時間27分11秒 |                            |
| 32 | 2011年3月13日 | 大会中止               | 大会中止           | 大会中止      |                            |

## 協賛企業
- 日本生命（～1999年・冠スポンサー／2000年・2001年・2008年は筆頭スポンサー）
- メナード化粧品（2000年～冠スポンサー）
- トヨタ自動車（1992年～車両協力／2002年からは筆頭スポンサー）
- キリンビール
- キリンビバレッジ
- セイコー（計時協力）
- JR東海

## 大会公式ソング
- 2004年～2006年：「Chance!」（BREATH）

## テレビ・ラジオによる中継体制

### テレビ
東海テレビを制作局としてFNS系列28局ネットで全国放送する。
- 中継は看板スポーツアナを中心とした東海テレビのアナウンサーが担当する。メイン実況は森脇淳（2004年から）。かつては吉村功が定年退職後も2005年（2004年・2005年は競技場実況）まで務め、2006年からは吉村が担当していた競技場実況を小田島卓生にバトンタッチした。
- 大会当日は、中京競馬場で中央競馬が開催され[5]、東海テレビでは自社制作している。以前は東海テレビもアナウンサー4人体制だったが、マラソン中継などのあおりを受け、斉藤誠征・加藤晃の2人体制となった[6]。
- テレビ中継では毎年第1放送車として東海テレビの移動中継車が、第2放送車はフジテレビの移動中継車が使われているが、2006年は全編ハイビジョンで放送するため、第1放送車がフジテレビ、第2放送車が関西テレビの移動中継車が使われ、同局の大橋雄介が実況を担当した。2008年からはフジテレビの竹下陽平が第2移動車の実況を担当。2002年には第2放送車として福島テレビの移動中継車（東日本女子駅伝中継で使用）が使われた。
- かつては第2放送車の実況にフジテレビから福井謙二、関西テレビから馬場鉄志が助っ人として担当していたことがあった。
- 1990年代中頃にはNNN・NNS系列の青森放送でも後日ハイライトとして放送していたことがあった。
- 提供クレジットは1998年までと2000年・2001年は全編通しての提供。1999年と2002年以降は2部制に分離。1999年と2002年はカード会社などの提供入れ替え、2003年以降は二階堂酒造などのグループとキリンビール・キリンビバレッジなどのグループの提供入れ替えとなっていた。
  - 2006年以降からは提供クレジットも絨毯つきのカラー表示された。提供の文字は2006年まで続いた。

### ラジオ
1984年のフルマラソン格上げ時より東海ラジオで放送開始。
但し1996年大会はSTVラジオに、2008年まではニッポン放送でもネットされていた。またオリンピック選考予選と重なった場合や，代表が大阪で決まらない場合など全国的に注目されると急遽ネット局が増える場合がある。
- 東海ラジオ本社スタジオを「放送センター」として使用・放送の中心とし、中継車2台・瑞穂陸上競技場からの実況やレポートを交えて放送を進める（以前はコース中の数ヶ所にもアナウンサーを配置・実況を行っていた）。
- 実況は、元ニッポン放送スポーツアナウンサーでフリーアナウンサーの深山計が実況スタッフとして加わっている。
- また解説は、大阪体育大学の豊岡示朗や元ダイエー陸上部所属でマラソン選手だった山本佳子が担当している。
- ラジオ放送ということもあり、マラソン中継中随時、東海ラジオのみコース周辺の車両規制情報等を本社スタジオから伝えている。

## 競技制限
第27回大会から、競技者の安全を確保するためとして、桜通の大津交差点にある18.4km地点において、関門閉鎖が実施されている。
ここを通過できるのは先頭集団（一定人数）とこれに付き添う大会関係車両のみで、これより後ろに位置する選手は、タイムがどうであれ全員無制限でレース打ち切りとなる。このことは、大会本部がホームページ（下記外部リンク参照）で事前に参加希望者に告知している。